# Wiski (powiat bialski)
Wiski – wieś w Polsce, położona w województwie lubelskim, w powiecie bialskim, w gminie Tuczna.
Wieś ekonomii brzeskiej w drugiej połowie XVII wieku. W latach 1975–1998 miejscowość należała administracyjnie do województwa bialskopodlaskiego.
Wieś jest sołectwem w gminie Tuczna. Według Narodowego Spisu Powszechnego z roku 2011 wieś liczyła 108 mieszkańców.
Wierni Kościoła rzymskokatolickiego należą do parafii Trójcy Świętej w Huszczy.

## Części wsi
| SIMC    | Nazwa         | Rodzaj    |
| ------- | ------------- | --------- |
| 0021321 | Podchoinie    | część wsi |
| 0021338 | Podlesie      | część wsi |
| 0021344 | Sosnowy Grunt | część wsi |

## Historia
Wiski w wieku XIX – wieś w powiecie bialskim ówczesnej gminie Kościeniewicze, parafii Huszcza. W roku 1883 wieś posiadała 67 domów i 389 mieszkańców na gruntach 2256 mórg. W 1827 r. było 74 domy i 396 mieszkańców.